# Kronborgtapeterne
Kronborgtapeterne eller Kongetapeterne var 43 gobeliner, bestilt af Frederik 2. og vævet 1581-86 til Dansesalen på Kronborg. Gobelinerne er tegnet af den nederlandske maler Hans Knieper og viser hele den danske kongerække frem til Frederik 2. 
Kun 15 af disse gobeliner er bevaret; de syv hænger på Kronborg og otte på Nationalmuseet i København.. Til gobelinserien hører en bordhimmel, der nu ejes af Nationalmuseum i Stockholm. Pga. ombygning af Nationalmuseum i Stockholm blev bordhimlen i 2012 udlånt til Kronborg, som har den til låns indtil foråret 2016. Det er første gang siden 1658, at bordhimlen kan ses på Kronborg.

## Galleri
- Abel
- Oluf 2.
- Christian 1.

## Eksterne links
- Styrelsen for Slotte & Kulturejendomme (Webside ikke længere tilgængelig)